# Sidónio Bettencourt
Sidónio Bettencourt 1955, Ponta Delgada, Açores, jornalista açoriano

## Biografia
Sidónio Manuel Moniz Bettencourt
Originário de uma família de baleeiros da Ilha do Pico, nasce na Ilha de São Miguel, Açores, em 1955.
Diplomado pelo CENJOR - Centro de Formação de Jornalistas.
É jornalista dos quadros da RTP Açores. Profissional de Rádio desde 1976 - RDP Açores 
Exerceu funções de Chefe de Redacção, Chefe de Serviços de Produção, Chefe do Serviço de Informação, Chefe de Serviço de Programas da RDP-Açores. e Subdiretor de ”Meios e Conteúdos” da RTP Açores.
Apresenta há mais de quinze anos os programas “Inter – Ilhas”, na rádio de serviço público e Atlântida (RTP) na RTP Açores, RTP Madeira e RTP Internacional.
Tem sido colaborador activo de vários jornais, revistas e televisão.
Orador convidado, em vários domínios da sociedade, sobretudo, nas áreas do jornalismo, desporto e cultura.
É “Munícipe Honorário” do Concelho das Lajes do Pico – Açores
É “Membro Correspondente” do I.H.G.S.C. - Instituto Histórico e Geográfico de Santa Catarina – Brasil.
É “Sócio Correspondente” do I.H.G.M. - Instituto Histórico e Geográfico do Maranhão – Brasil
Enviado Especial, a vários acontecimentos regionais, nacionais e internacionais.

## Prémios
É detentor de vários galardões, nacionais e regionais, de jornalismo:
- Prémio “Alves Teixeira”, desporto-1985;[5]
- Prémio “Gazeta de Jornalismo”-1989, - “Vestígios Açorianos no Desterro Brasileiro”[6]
- Distinção do Júri do “Grande Prémio de Fundação Luso-Americana para o Desenvolvimento”, FLAD - 1993;
- Prémio do “Clube Português de Imprensa” 1995 – “Baleeiros em Terra”[7] que representa Portugal no festival internacional de rádio “Novas Ondas” em Barcelona.
- Prémio “Açores Reportagem”- Governo da Região Autónoma dos Açores- em l994 e 1995.
- Prémio “Personalidade da Comunicação Social” em 2003, instituído pelo Clube Desportivo Santa Clara, a militar na Super Liga de Futebol Profissional.[8]
- Distinguido com louvor pelo - Chefe de Estado Maior da Força Aérea - General, Luis Evangelista Araújo, pelo programa Atlântida (RTP), na Base das Lajes, comemorativo do 56º aniversário da Força Aérea Portuguesa, transmitido na RTP Açores, RTP Madeira e RTP Internacional em 2008.
- Prémio “Personalidade da Rádio e TV” nos Açores em 2009.
- “Galardão de Homenagem”, na Gala dos 60 anos da Associação de Patinagem de Ponta Delgada, em 2014.
- Distinguido em 2015, com o prémio “Melhor Comunicador do Ano”, na 2ª Gala da ARPA – Associação de Relações Públicas dos Açores.
- Em 2016, enquanto fundador e produtor é distinguido pela Câmara Municipal das Lajes do Pico com a “Medalha Comemorativa dos 30 anos da Semana dos Baleeiros”.
- É distinguido em 2016, com gratidão pelo Conselho de Administração da RTP com o galardão “40 anos de Carreira” pela dedicação, empenho e entrega ao serviço da empresa.
- Em 2017, é distinguido pela Câmara Municipal e Assembleia Municipal das Lajes do Pico com a “Medalha de Mérito Municipal de Grau Ouro” correspondente ao título “Munícipe Honorário das Lajes do Pico”.
- Em 2018, na Grande Gala do jornal “Audiência”, é distinguido com o “Troféu Audiência – Portugalidade – 2017”.[9]

## Mais informação de destaque
De 1996 a 2000 exerceu funções de Deputado, na Assembleia Legislativa Regional dos Açores.
Tem divulgado, na rádio e em recitais ao vivo, inúmeros escritores, designadamente no domínio da poesia, nos Açores, no continente português e no estrangeiro.
Participa, desde a primeira hora, no projecto: “Piano, Poetas e Trovadores”.
Fundador e produtor, durante vários anos, da Semana dos Baleeiros, uma das principais manifestações sócio culturais e religiosas da ilha do Pico e do arquipélago dos Açores.
Como autor, está incluído nas colectâneas “Nós Palavras”, “Ilha Num Cartucho a Cinco Vozes”, “Café Com Letras” e nas antologias “Nove Rumores do Mar” do Instituto Camões e “On a Leaf of Blue”, poesia contemporânea açoriana, editada pela Universidade da Califórnia em Berkeley – E.U.A.,“Voices From The Islands”- de John M. Kinsella, da Universidade de Brown – E.U.A., “A Poesia no Mundo: Para uma Nova Globalização” - II Encontro Internacional de Poesia, Porto Santo, Madeira.
Representado no livro “Desafios dos Açores para o Século XXI” do jornal Expresso das Nove.
Representado no livro “Passos de Nossos Avós” de Aida Baptista e Manuela Marujo e prefácio de Maria Barroso.
Representado no livro “Luís Bretão – Um Terceirense de Causas” de Isabel Coelho da Silva.
Representado em “Memórias dos Nosso Liceu – Colectânea de Testemunhos” da Associação de Antigos Alunos do Liceu Antero de Quental.
Representado no livro “Histórias da História do C.D. Santa Clara” de Ricardo Viveiros Cabral.
Representado no livro ”Em Nome do Povo – Prós Sem Contra” de Dionísio Sousa, em homenagem ao escritor Daniel de Sá.
Representado no ensaio “As Ilhas de Bruma - Açorianidade e Autonomia” do “Boletim da Academia Internacional da Cultura Portuguesa”. Autoria: Álvaro Laborinho Lúcio - antigo Ministro da Justiça e Ministro da República para os Açores.
Representado no ensaio literário “O Voo do Garajau – Dos Açores a Macau”, de Maria de Rosário Girão e Manuel José Silva, da Universidade do Minho.

## Obra
Autor dos livros de narrativa poética
- Deserto de Todas as Chuvas (2000)[12]
- A Balada das Baleias (2007)[13]
- Já Não Vem Ninguém (2010)[14]